# Fort Jesus
Fort Jesus (port.: Forte Jesus de Mombaça) je portugalska utvrda koja je izgrađena od 1593. – 96. godine po naredbi Filipa II. Španjolskog, tadašnjeg kralja Portugala, na otoku Mombasa (Kenija) kako bi čuvala staru luku. Jedinstvena je po svom tlocrtu u obliku ljudske figure (što se može vidjeti iz zraka) koja je predstavljala lik Isusa, po kojemu je i dobila ime. Naime, njezin izgled i oblik odražavaju renesansni ideal da se savršene proporcije i geometrijski sklad nalaze u ljudskom tijelu.
God. 2011. upisana je na popis mjesta svjetske baštine u Africi kao "jedinstvena i najboje sačuvana portugalska vojna utvrda iz 16. stoljeća".

## Odlike
Utvrdu je dizajnirao milanski arhitekt, Giovanni Battista Cairati, koji je bio vodeći arhitekt za sve portugalske posjede na Istoku. Ima površinu od 2,64 hektara, uključujući obrambene zidine i duboki jarak oko njih, a bila je to prva europska utvrda izvan Europe izgrađena tako da može odolijeti topovskom napadu. Danas je jedan od najboljih primjera portugalske vojne arhitekture, ali i s nekim omanskim i britanskim intervencijama. Naime, od 1631. do 1875. godine utvrda je bila devet puta izgubljena i ponovno osvojena od strane kolonijalnih sila koje su se borile za prevlast u unosnom trgovačkom području Mombase.
Kada su Britanci kolonizarali Mombasu 1890. godine, utvrdu su pretvorili u zatvor, što je i ostala sve do 1958. godine kada je zatvor zatvoren, a utvrda proglašena povijesnim spomenikom.
- Snažni vanjski bedemi
- Jedan od tornjeva
- Prolaz u utvrdi
- Unutarnje dvorište
- Dotrajalost fasade

## Vanjske poveznice
- Fotografije na ourplaceworldheritage.com  Arhivirana inačica izvorne stranice od 5. ožujka 2016. (Wayback Machine)
- Fort Jesus Museum (engl.)
- Kratka povijest utvrde Fort Jesus (engl.)